# Thymelaeae

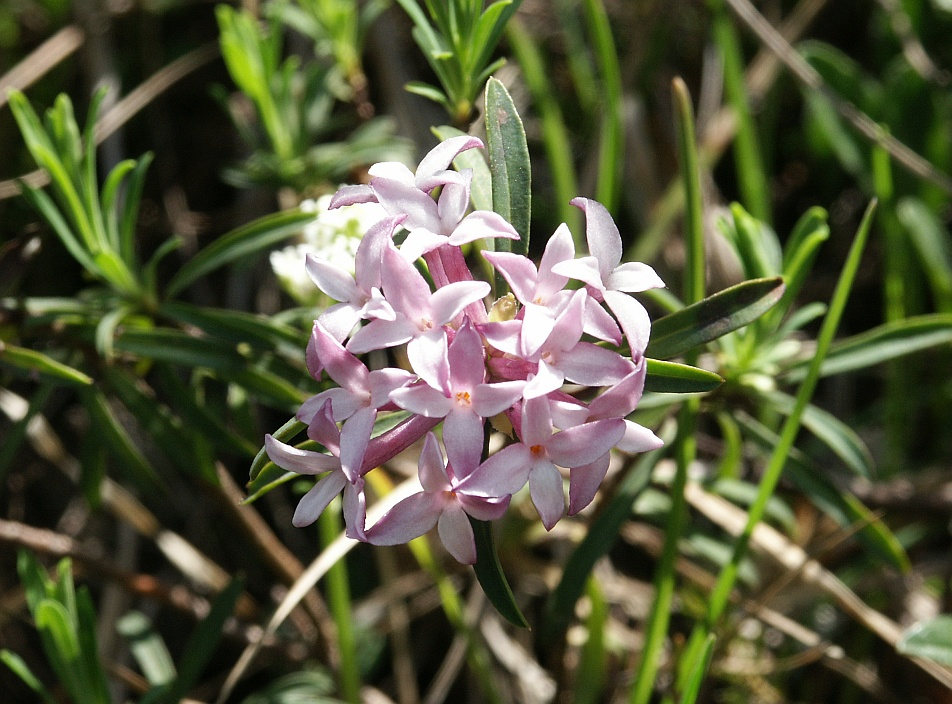
Daphne

Thymelaeae, na classificação taxonômica de Jussieu (1789), é uma ordem botânica da classe Dicotyledones, Monoclinae ( flores hermafroditas ), Apetalae ( não tem corola), com estames perigínicos ( quando os estames se inserem à volta do nível do ovário).
Apresenta os seguintes gêneros:
- Dirca, Lagetta, Daphne, Passerina, Stellera, Struthiola, Lachnea, Dais, Gnidia, Nectandra, Quisqualis.